# Àrman
Àrman (en rus: Армань) és un poble (possiólok) de l'óblast de Magadan, a Rússia, que el 2018 tenia 832 habitants.